# Wiener Cottage Verein
Der Wiener Cottage Verein wurde am 14. März 1872 durch eine Initiative um den Architekten Heinrich Ferstel gegründet, um der steten Wiener Wohnungsnot entgegenzuwirken und ein Leben nach dem Vorbild der englischen Gartenstädte zu ermöglichen. Dazu sollten zwischen Gymnasiumstraße, Haizingergasse, Sternwartestraße und Cottagegasse zunächst Ein- und Zweifamilienhäuser, so genannte Cottages entstehen.
Am 9. April 1873 wurde der Wiener Cottage-Verein als Genossenschaft mit unbeschränkter Haftung amtlich registriert. Die Mitglieder verpflichteten sich, keine Bauten auszuführen, welche auch nur einem der übrigen Cottagebesitzer die freie Aussicht, das Licht und den Genuss frischer Luft benehmen würden, ferner keinerlei Gewerbe auf diesen Realitäten zu betreiben oder durch andere betreiben zu lassen, welches vermöge der Erzeugung von Dünsten oder üblen Gerüchen, vermöge des damit verbundenen Lärms oder möglicher Feuersgefahr den Nachbarn belästigen würde.
Weiters wurde festgelegt, dass 
- die Bauten höchstens zweistöckig sein dürfen,
- zu den Nachbarvillen ein Mindestabstand einzuhalten ist,
- die Wohnhäuser jeder Gruppe ein regelmäßiges Viereck bilden, in dessen Mitte sich die Hausgärten zu einem Gartenkomplex zusammenschließen.

Der architektonische Stil der Bauten steht den jeweiligen Bauherren zwar frei, doch gilt, dass sie in ihrer Gesamtheit einen angenehmen, den Charakter von Stadt und Land auf’s Trefflichste vermittelnden, völlig einzigartigen und doch einheitlichen Eindruck machen müssen.
Diese freiwillige Verpflichtung ist als Cottage-Servitut bekannt und wurde als wechselseitige Verpflichtung und Berechtigung der Liegenschaftseigentümer grundbücherlich einverleibt. Sie gilt noch heute.
Auf diese Art entstand Ende des 19. Jahrhunderts das Cottageviertel in Währing und Döbling in unmittelbarer Nähe des Türkenschanzparks und der Universität für Bodenkultur und entwickelte sich zu einem der schönsten Villenviertel Wiens. Nach wie vor ist es ein einzigartiges Wohngebiet, unter anderem mit Architektur des Historismus und  des Jugendstils sowie mit wunderbaren Straßen- und Gartenanlagen.
Oberbaurat Ferstel war der erste Obmann (Vorsitzende) des Vereins, Erzherzog Karl Ludwig übernahm das Protektorat und der Architekt Carl von Borkowski die Leitung der vereinseigenen Baukanzlei. Borkowski entwickelte selbst die Grundkonzepte für die vom Verein in den ersten Bauphasen errichteten Villen.
Der Verein überlebte alle Kriegswirren und ist nach wie vor aktiv. Er sieht seine Hauptaufgabe heute darin, den Charakter dieses einzigartigen Viertels zu bewahren.